# Plectostoma sciaphilum
Il plectostoma sciaphilum era un mollusco che viveva esclusivamente in alcune colline calcaree della Malaysia. Le splendide immagini del ricercatore Thor Seng Liew sono tuttavia tutto quello che resta di questa specie, distrutta assieme al proprio habitat a causa delle attività di estrazione mineraria poco dopo essere stata scoperta nel 2014.